# Castejón de Ebro
Castejón de Ebro (hiszp: Estación de Castejón de Ebro) – stacja kolejowa w miejscowości Castejón, we wspólnocie autonomicznej Nawarra, w Hiszpanii. Jest ważnym węzłem kolejowym. Obsługuje połączenia dalekiego i średniego zasięgu Renfe.

## Położenie stacji
Stacja jest węzłem kolejowym na liniach Soria – Castejón, Bilbao – Casetas i Castejón de Ebro – Altsasu.

## Historia
Stacja została otwarta w dniu 16 maja 1861 wraz z odcinkiem Tudela-Caparroso będącej częścią Compañía del Ferrocarril de Zaragoza a Pamplona. Następnie spółka włączona została do compañía de los Ferrocarriles de Zaragoza a Pamplona y Barcelona. W 1863 otwarto linię Castejón-Bilbao należącą do Compañía del Ferrocarril de Tudela a Bilba. 1 kwietnia 1878 linia znalazła się pod zarządem Compañía de los Caminos de Hierro del Norte de España. Spółka zarządzała linią do 1941 roku kiedy nastąpiła nacjonalizacja kolei w Hiszpanii i włączono ją do nowo utworzonego RENFE.
Od 31 grudnia 2004 infrastrukturą kolejową zarządza Adif.

## Linie kolejowe
- Soria – Castejón
- Bilbao – Casetas
- Castejón de Ebro – Altsasu